# Bordeauxdog
De bordeauxdog is een hondenras behorend tot de groep van de molossers.

## Geschiedenis
De Romeinse molossers zijn de voorouders van de huidige bordeauxdog. Een van deze honden werd reeds in 1300 v. Chr. op de situla van Bologna getoond en vertoont grote gelijkenis met de huidige bordeauxdog. De molosser kwam met de Romeinen naar Frankrijk. Uit deze honden ontwikkelde zich de Middeleeuwse alan. Binnen de groep molossers hebben alle rassen een brede schedel met zwaar bot en overeenkomstige karaktertrekken. Tot deze groep behoren verder onder andere de bullmastiff, de mastiff, de mastino napoletano maar ook de boxer en de Duitse dog. De bordeauxdog vindt zijn oorsprong in een lang en onstuimig verleden. Uit de historie van de groep molossers blijkt dat ze van oudsher een belangrijke plaats in dienst bij de mens hebben ingenomen. Hij werd gebruikt voor de jacht op groot wild en de bewaking van het huis en hof. Door zijn bouw en moedig karakter werd hij ook ten tijde van Karel de Stoute ingezet als legerhond. Met de komst van moderne wapens werden de bordeauxdoggen als legerhond overbodig. Het tijdperk van de door de adel georganiseerde dierengevechten brak aan. De bordeauxdog werd ingezet om te vechten tegen beren, tijgers, en later stieren. Tijdens de eerste hondententoonstelling in Parijs in 1863 waren er 3 typen bordeauxdoggen ingeschreven; het Toulouse type, het Parijs type, en het Bordeaux type. De huidige bordeauxdog komt voort uit het Bordeaux type. Het ras heeft veel te lijden gehad onder de twee wereldoorlogen. Na de Tweede Wereldoorlog dreigde het ras zelfs uit te sterven, maar het bloeide na de zestiger jaren weer op.

## Gebruiksdoel
De bordeauxdog werd vroeger voor de jacht ingezet, maar ook in het gevecht met wolven en beren gebruikt. Zij zijn zeer moedig en worden ook vandaag nog als waak- en beschermhond gebruikt. De bordeauxdog is een moedige kameraad, zeer gehecht aan zijn baas en erg aanhankelijk. Rustig, evenwichtig, met een hoge prikkeldrempel. Hij kan dus ook goed overweg met kleine kinderen, mits vroeg geleerd.

## Uiterlijk
De bordeauxdog is een compacte, gespierde hond. Hij heeft een korte vacht in de kleuren vaalrood en apricot. Het masker is zwart of rood. De ogen staan ver uiteen en zijn licht- tot donkerbruin (bij de geboorte blauw). De oren zijn hangend, driehoekig en kort. De neus is stomp, de kop hoekig. De hals is nauwelijks zichtbaar, de huid gerimpeld en los. Afhankelijk van het geslacht bereikt dit ras een schofthoogte van 58 - 69 cm en een gewicht van 50 - 80 kg. Hij oogt zeer imposant mede door de brede voorhand en brede kop.

## Karakter
De bordeauxdog is van origine een waak- en verdedigingshond. Ondanks hun zware bouw kunnen ze een goede rensnelheid ontwikkelen en gezonde exemplaren hebben een goed uithoudingsvermogen.

## Gezondheid en voeding
Net als alle grote hondenrassen is de bordeauxdog gevoelig voor botafwijkingen als HD (heupdysplasie) en ED (elleboogdysplasie). De fokker heeft de plicht de hond wanneer deze wordt ingezet voor de fokkerij vanaf de leeftijd van 18 maanden door middel van röntgenfoto's te laten onderzoeken op HD en ED en deze onderzoeken te laten beoordelen door de Raad van beheer op Kynologisch Gebied Nederland. Ondanks dat men al decennialang generaties onderzoekt op deze (erfelijke) botafwijkingen en de serieuze fokker een hond met een zware vorm van HD of ED niet zal inzetten voor de fokkerij ziet men toch dat de botafwijkingen niet geheel geëlimineerd kunnen worden onder de grotere hondenrassen. Voeding en beweging hebben een belangrijke rol in het eventueel ontwikkelen van HD en ED.

## Formaat
Het gewicht varieert tussen de 50 en de 70 kilo en wordt gevormd door voornamelijk spiermassa. De bordeauxdog is weliswaar groot en sterk, maar ook erg aanhankelijk. Een ander belangrijk punt is dat de bordeauxdog een snel groeiend ras is, met een zeer snel groeiend beendergestel dat kwetsbaar is voor gewrichtsproblemen. De bordeauxdog groeit het eerste levensjaar omhoog en het tweede levensjaar in de breedte. Het is vooral tijdens het eerste levensjaar belangrijk om de mate van beweging te beperken en goed te letten op de voeding. Op die manier kunnen veel gewrichtsproblemen voorkomen worden. De gemiddelde levensverwachting van de bordeauxdog is 8 tot 10 jaar, maar uitzonderingen van 12 jaar oud zijn bekend.

## Film
In de film Turner & Hooch van 1989 speelt een bordeauxdog een hoofdrol aan de zijde van Tom Hanks.